# Dominic Purcell
Dominic Haakon Myrtvedt Purcell (London, 1970. február 17. –) angol születésű ausztrál színész.

## Biográfia

### Fiatalkora
1970. február 17-én született Angliában, norvég apától és ír anyától. Norvég származására utal középső neve, a Haakon és másik vezetékneve, a Myrtvedt is. Négy testvére van, ő a legidősebb. Kétéves volt amikor a család átköltözött az ausztráliai Sydneybe, ahol aztán szülei elváltak.
Miután otthagyta a Blaxland  középiskolát, Purcell egy ideig tájépítészként dolgozott, majd megpróbálkozott inkább a színészkedéssel - annak ellenére döntött így, hogy korábban sohasem gondolkodott színészkarrieren, a művészeket pedig úgy általában "olyan furának" tartotta. Jelentkezését azonban így is egyből elfogadták az Ausztrália egyik legjobb színiiskolájának számító Western Australian Academy of Performing Artsra. 
Purcell itt olyan, ma már szintén ismert színészekkel tanult együtt, mint például Hugh Jackman (X-Men filmek, Kardhal, A tökéletes trükk) vagy Frances O’Connor (Mansfield Park, A.I. - Mesterséges értelem).

### Karrierjének kezdete
1996-ban végzett, és a következő évben már meg is kapta egy helyi tévésorozat, a Raw FM főszerepét: ebben egy DJ-t alakított, aki - miután kirúgják egy kereskedelmi rádiótól - saját, független állomást alapít.
Ezután több ausztrál sorozatban és tévéfilmben feltűnt, játszott például a Moby Dick egy tévés feldolgozásában vagy a Szívtipró gimi néhány epizódjában. Nevét már ekkor ismerhették az Egyesült Államokban, mivel már a Raw FM-et is leadta az ABC. Purcell azonban csak 2000-ben került Amerikába - szerencséje (mely a színiiskolába való felvételkor és az első szerep megszerzésekor is vele volt) ekkor sem hagyta el: egy zöldkártya-lottó megnyerésével telepedhetett le a tengerentúlon Los Angelesben feleségével, Rebecca Williamsonnal. Négy gyermekük: Joseph (1999), Audrey (2001), és ikreik Lily és Augustus (2003).

### Karrierje
Új hazájában a Mission Impossible második részében szerepeltették először, majd Az elveszett világ (The Lost World) egyik epizódjában láthattuk. Nem telt el azonban két év sem, és itt is főszerepet kapott egy tévésorozatban: ez volt a John Doe - A múlt nélküli ember, amely egy olyan férfi történetét dolgozza fel, aki mindent tud, csak épp azzal nincs tisztában, hogy ő maga kicsoda.
Purcell ezután A szökés-ben  alakít igazán emlékezetes figurát, bár láthattuk őt például a Wesley Snipes nevével fémjelzett Penge-trilógia harmadik részében, a Szentháromságban vagy a Doktor House egyik epizódjában (még az első évadban). A színész egyébként nem csak tévés és filmes produkciókban, de a színpadon is megállja a helyét: szerepelt már a Rómeó és Júliá-ban, az Antonius és Kleopátrá-ban, A társadalom támaszai című Ibsen-drámában vagy a Pulitzer-díjas Angyalok Amerikában című darabban.
A világhírt azonban így is A szökés hozta meg Purcellnek: már nem csak az arcát ismerjük ("a John Doe-ból"), de a nevét is tudjuk. Bár a John Doe kapcsán jó kapcsolatot alakított ki A szökés-t is műsorára tűző Fox csatornával, szereplése a börtönös sorozatban korántsem volt egyértelmű: csak három nappal a forgatások megkezdése előtt választották ki, ő volt az utolsó színész, aki csatlakozott a stábhoz.
A meghallgatásra napbarnítottan és jól formázott hajjal érkezett, így a sorozat ötletgazdája, Paul Scheuring először azt gondolta róla, nem több egy szépfiúnál - a színész alakítása azonban, úgy tűnik, őt is meggyőzte. Purcell az első forgatási napon már borotvált fejjel jelent meg, ami sokkal jobban illett karakteréhez, és Scheuringet is lenyűgözte, hogy így mennyire hasonlít a másik főszereplőhöz, a Michael Scofieldet játszó Wentworth Millerhez.

## Filmográfia

### Film
| Év   | Magyar cím                     | Eredeti cím                                 | Szerep               | Magyar hang      |
| ---- | ------------------------------ | ------------------------------------------- | -------------------- | ---------------- |
| 2000 | Mission: Impossible 2.         | Mission: Impossible 2                       | Ulrich               |                  |
| 2001 | Maffiák kereszttüzében         | Scenes of the Crime                         | Mark                 |                  |
| 2002 | Equilibrium – Gyilkos nyugalom | Equilibrium                                 | Seamus               |                  |
| 2003 | Látogatók                      | Visitors                                    | Luke                 |                  |
| 2004 | Tripla kockázat                | Three Way                                   | Lew Brookbank        |                  |
| 2004 | Penge – Szentháromság          | Blade: Trinity                              | Drake                | Szabó Győző      |
| 2006 | Sírtáncolók                    | The Gravedancers                            | Harris McKay         |                  |
| 2007 | Húsevő                         | Primeval                                    | Tim Manfrey          | Selmeczi Roland  |
| 2009 |                                | Blood Creek                                 | Victor Alan Marshall |                  |
| 2011 | Üldözés                        | Escapee                                     | Harmon Jaxon         |                  |
| 2011 | Szalmakutyák                   | Straw Dogs                                  | Jeremy Niles         | Schneider Zoltán |
| 2011 | Válogatott gyilkosok           | Killer Elite                                | Davies               | Kárpáti Levente  |
| 2011 |                                | House of the Rising Sun                     | Tony Zello           |                  |
| 2012 | Bad Karma – A bűn útján        | Bad Karma                                   | Mack                 | Megyeri János    |
| 2012 |                                | Hijacked                                    | Otto Southwell       |                  |
| 2013 |                                | Officer Down                                | Royce Walker         |                  |
| 2013 |                                | Assault on Wall Street                      | Jim Baxford          |                  |
| 2013 | A halhatatlan viking           | Vikingdom                                   | Eirick               |                  |
| 2013 |                                | Suddenly                                    | Baron                |                  |
| 2013 | Hajsza a vadonban (Szökés)     | Breakout                                    | Tommy Baxter         | Törköly Levente  |
| 2013 | Jégbe fagyott gyilkosok        | Ice Soldiers                                | Malraux              | László Zsolt     |
| 2014 | A király nevében 3.            | In the Name of the King 3: The Last Mission | Hazen Kaine          | Kárpáti Levente  |
| 2014 |                                | The Ganzfeld Haunting                       | Malone nyomozó       |                  |
| 2014 | Halálos csomag                 | The Bag Man                                 | Larson               | Csankó Zoltán    |
| 2014 | Az örök harcos                 | A Fighting Man                              | Sailor O'Connor      | Galambos Péter   |
| 2014 |                                | Turkey Shoot                                | Rick Tyler           |                  |
| 2015 | A tengeren                     | Abandoned                                   | Jim                  |                  |
| 2015 |                                | Gridlocked                                  | David Hendrix        |                  |
| 2015 |                                | Isolation                                   | Max                  |                  |
| 2021 | Vérvörös égbolt                | Blood Red Sky                               | Berg                 | László Zsolt     |
| 2023 | A bérgyilkos                   | Assassin                                    | Adrian               | Galambos Péter   |

### Televízió
| Év        | Magyar cím                      | Eredeti cím                   | Szerep               | Megjegyzések                                                                        |
| --------- | ------------------------------- | ----------------------------- | -------------------- | ----------------------------------------------------------------------------------- |
| 1991      | Otthonunk                       | Home and Away                 | Constable Rogers     | 3 epizód                                                                            |
| 1997–1998 |                                 | Raw FM                        | Granger Hutton       | 13 epizód                                                                           |
| 1998      | Moby Dick                       | Moby Dick                     | Bulkington           | - minisorozat (2 epizód) - magyar hangja: - Fekete Ernő                             |
| 1998      | Vízizsaruk                      | Water Rats                    | Alex                 | 2 epizód                                                                            |
| 1999      | Szívtipró gimi                  | Heartbreak High               | Todd Gillespie       | 6 epizód                                                                            |
| 1999      | Kobra – Terror a lakóparkban    | Silent Predators              | kamionsofőr          | - tévéfilm - magyar hangja: - Holl Nándor                                           |
| 1999      | Célpontban az elnök lánya       | First Daughter                | Troy Nelson          | tévéfilm                                                                            |
| 2001      | A vadak ura                     | BeastMaster                   | Kelb                 | 5 epizód                                                                            |
| 2001      | Az elveszett világ              | The Lost World                | Condillac            | 1 epizód                                                                            |
| 2001      | A legyőzhetetlen                | Invincible                    | Keith Grady          | tévéfilm                                                                            |
| 2002–2003 | John Doe – A múlt nélküli ember | John Doe                      | John Doe             | főszereplő (21 epizód)                                                              |
| 2004–2005 | Tiszta Hawaii                   | North Shore                   | Tommy Ravetto        | 5 epizód                                                                            |
| 2004      | Doktor House                    | House                         | Ed Snow              | - 1 epizód - magyar hangja: - Pál Tamás                                             |
| 2005–2017 | A szökés                        | Prison Break                  | Lincoln Burrows      | főszereplő (90 epizód)                                                              |
| 2009      | A szabadság ára                 | Prison Break: The Final Break | Lincoln Burrows      | tévéfilm                                                                            |
| 2011      | Castle                          | Castle                        | Russell Ganz         | 1 epizód                                                                            |
| 2012      | Haláli zsaruk                   | Common Law                    | John Crowl           | 1 epizód                                                                            |
| 2014–2016 | Flash – A Villám                | The Flash                     | Mick Rory / Hőhullám | visszatérő szereplő (5 epizód)                                                      |
| 2015      |                                 | Superhero Fight Club          | Mick Rory / Hőhullám | rövidfilm                                                                           |
| 2016–2022 | A holnap legendái               | Legends of Tomorrow           | Mick Rory / Hőhullám | - főszereplő (1-6. évad) - mellékszereplő (7. évad) - magyar hangja: - László Zsolt |
| 2017      | Supergirl                       | Supergirl                     | Mick Rory / Hőhullám | 1 epizód                                                                            |
| 2017      | A zöld íjász                    | Arrow                         | Mick Rory / Hőhullám | 1 epizód                                                                            |
| 2019      | Batwoman                        | Batwoman                      | Mick Rory / Hőhullám | 1 epizód                                                                            |

## Fordítás
- Ez a szócikk részben vagy egészben  a   Dominic Purcell című angol Wikipédia-szócikk ezen változatának fordításán alapul.  Az eredeti cikk szerkesztőit annak laptörténete sorolja fel. Ez a jelzés csupán a megfogalmazás eredetét és a szerzői jogokat jelzi, nem szolgál a cikkben szereplő információk forrásmegjelöléseként.